# Kamila Lićwinková
Kamila Lićwinková (rozená Stepaniuková; * 22. března 1986, Bielsk Podlaski) je polská bývalá atletka, jež se specializovala na skok do výšky.

## Sportovní kariéra
Na Letní univerziádě v Bělehradě v roce 2009 skončila na 4. místě. Na halovém ME 2009 v italském Turíně skončila ve finále na 8. místě. Jejím největším úspěchem je titul univerzitní mistryně světa, který vybojovala v roce 2013 v Kazani a halové mistryně světa z roku 2014. Při následujícím halovém šampionátu v Portlandu v roce 2016 vybojovala bronzovou medaili.
Na světovém šampionátu v Moskvě v roce 2013 skončila sedmá, v Pekingu o dva roky později se umístila v soutěži výškařek na čtvrtém místě.

### Úspěchy
| Rok  | Závod                             | Místo               | Umístění    | Výkon  |
| ---- | --------------------------------- | ------------------- | ----------- | ------ |
| 2005 | Mistrovství Evropy juniorů        | Kaunas, Litva       | 7.          | 1,82 m |
| 2007 | ME do 23 let 2007                 | Debrecín, Maďarsko  | 5.          | 1,86 m |
| 2008 | Evropský pohár v atletice         | Annecy, Francie     | 8.          | 1,80 m |
| 2009 | Halové ME 2009                    | Turín, Itálie       | 8.          | 1,92 m |
| 2009 | Mistrovství Evropy družstev 2009  | Leiria, Portugalsko | 9.          | 1,87 m |
| 2009 | Univerziáda                       | Bělehrad, Srbsko    | 4.          | 1,88 m |
| 2009 | Mistrovství světa v atletice 2009 | Berlín, Německo     | kvalifikace | 1,92 m |
| 2019 | Mistrovství světa v atletice 2019 | Dauhá, Katar        | 5.          | 1,98 m |

### Osobní rekordy
- hala – 201 cm – 1. února 2015, Moskva
- venku – 199 cm – 9. červen 2013, Opole